# گواهینامه دانش زبان ایتالیایی
گواهینامهٔ دانش زبان ایتالیایی (به [Certificato di Conoscenza della Lingua Italiana] Error: {{Lang-xx}}: متن دارای نشانه‌گذاری ایتالیک است (راهنما)) معروف به «چِلی»، یک گواهی بین‌المللی برای زبان ایتالیایی است که برای خارجی‌زبان‌هایی که مایل به دریافت تأییدیهٔ تسلط نسبی بر زبان ایتالیایی هستند، توسط دانشگاه خارجی پروجا در پروجا ارائه شده‌است. این آزمون به‌عنوان یک مرجع رسمی توسط وزارت آموزش و تحقیقات ایتالیا و وزارت امور خارجهٔ ایتالیا پذیرفته و تأیید شده‌است. این آزمون یکی از مدارک مورد استفاده توسط خارجی‌ها برای ورود به هر دانشگاه ایتالیایی یا مؤسسهٔ عالی در ایتالیا است.
مدرک چِلی یکی از امتحانات زبان ایتالیایی است و اغلب مورد استفاده متقاضیان با نیازهای مهاجرت، کار و تحصیل و مقاصد مشابه است.